# X訴英國案
X訴英國案（英語：X v United Kingdom）是於1978年在歐洲人權法院審理的案件。在本案中，申請人X對英國的《1967年性罪行法令》提出質疑。本案涉及同性戀者的私隱保護和同意年齡法律（案件編號 7215/75，1978年12月12日）。

## 案情摘要
1974年，一名26歲的男性，化名「X」，其身分後獲證實為Peter Vernon Wells（1947-1979），在英國被捕。根據《1967年性罪行法令》，X被指控犯有與兩名18歲的男子的兩項肛交罪。X因第一項罪名被判監禁兩年半，因第二項罪名被判監禁六個月。有證據顯示X「幾乎是禁錮了」其中一名與他有關係的人；然而，此說法不僅被X反駁，也被與他有關係的男人反駁。
本案申請人X辯稱，對他的逮捕和監禁違反了《歐洲人權公約》第8條——該條保障了私人生活受到尊重的權利；另外，成年人之間互相同意的同性性行為不應構成刑事犯罪。
X還申訴說，《1967年性罪行法令》規定與21歲以下男性發生性關係構成犯罪，這違反了《歐洲人權公約》禁止歧視的第14條。X的主張是基於如下事實：該法令對同性戀關係與異性關係的處理方式不同，並且對男性同性戀行為與女性同性戀行為的處理方式不同。

## 判決
法庭一致裁定，對X的起訴和監禁並未干涉他的私隱權，因為其中一項關係涉及暴力因素。 因此，沒有發生違反《歐洲人權公約》第8條的情況。
在該法令將同意年齡定為21歲的問題上，法庭以8票對4票裁定同意年齡法不違反人權公約，因為保護他人的權利是合法目的，因此法規是合理的，沒有發生違反《歐洲人權公約》第8條或第14條的情況。
在該法令的同意年齡條款中歧視同性戀而不是異性戀的問題上，法庭以9票對2票、1票棄權裁定社會保護是刑事制裁的「客觀合理的理由」，沒有違反《歐洲人權公約》第8條或第14條。
關於該法令將男女同性戀行為區別對待的問題，法庭引用德國研究描述「男性同性戀案件中的特定社會危險」，並且聲稱男同性戀者「明顯傾向於勸誘青少年」，最終以11票對0票、1票棄權裁定該法令的目標是合理的，並且沒有發生違反《歐洲人權公約》第8條或第14條的情況。

## 外部連結
- 1977年歐洲委員會的受理決定 （页面存档备份，存于）
- 1978年歐洲委員會的報告 （页面存档备份，存于）